# Odontoptera
Genre
Odontoptera est un genre d'insectes hémiptères de la sous-famille des Fulgorinae (famille des Fulgoridae).

## Liste des espèces
Selon GBIF (26 janvier 2024) :
- Odontoptera carrenoi Signoret, 1849
- Odontoptera spectabilis Carreno, 1841 - espèce type
- Odontoptera toulgoeti Bourgoin & O'Brien, 1994

## Classification
Le nom valide complet (avec auteur) de ce taxon est Odontoptera Carreño (d), 1841,.

## Publication originale
- Carreño, « Description d'un nouveau genre de l'ordre des Hémiptères », Annales de la Société entomologique de France, Paris, SEF et Taylor & Francis, vol. 10,‎ 4 août 1841, p. 275-277 (ISSN 0037-9271 et 2168-6351, OCLC 1765810, lire en ligne).